# Katarovank
Katarovank ( arménien : Կատարովանք ; azéri : Qatərəvəng) est un monastère apostolique arménien du district de Khojavend en Azerbaïdjan, dans la région du Haut-Karabagh. Il est situé à proximité du village de Kohne Taghlar. Le monastère a été fondé au IVe siècle, mais le seul bâtiment restant aujourd'hui a été achevé au XVIIe siècle.

## Histoire et architecture

### Antiquité
L'historien arménien du Ve siècle Fauste de Byzance, connu pour son Histoire de l'Arménie en six volumes, décrit Katarovank comme un grand monastère construit au sommet du mont Dizapayt (azéri : Ziyarət dağı),. Fauste mentionne le monastère dans le contexte de son récit sur l'invasion de l'Arménie par les Massagètes et les Huns en 335 apr. J.-C.. Cette année-là, une grande armée dirigée par le roi Sanesan envahit les provinces orientales de l'Arménie en réaction à la mission de saint Grigoris, petit-fils de saint Grégoire l'Illuminateur et évêque des terres orientales de l'Arménie, qui a pour but de convertir les membres des tribus massagètes au christianisme. La mission connait un certain succès lorsque les missionnaires réussissent à convertir trois des fils de Sanesan au christianisme.[réf. nécessaire]
Se méfiant de saint Grigoris, Sanesan ordonna d'exécuter le saint dans la plaine de Vatnean en l'attachant à un cheval sauvage. Ses enfants fuient le palais royal avec les missionnaires de saint Grigoris qui emportent avec eux le corps de saint Grigoris. Les enfants décident de se cacher dans le monastère montagnard de Katarovank qui accueille à l'époque jusqu'à 3870 ermites et pèlerins. Mais Sanesan, à la poursuite des enfants, atteint e monastère et tue tous ses occupants, y compris ses propres enfants. Le monastère est ensuite détruit par les soldats huns et les cadavres des morts sont brûlés.[réf. nécessaire]
La chapelle actuelle est une structure du XVIIe siècle. Il s'agit d'une basilique à nef unique construite à partir de blocs de grès local grossièrement taillés. Un côté de la chapelle est décaissé tandis que l'autre est construit au niveau du roc nu. Plusieurs khatchkars, typiques de l'art arménien, se trouvent près de la chapelle. Le monastère offre une vue panoramique sur la rivière Araxe .[réf. nécessaire]

### Guerre du Haut-Karabagh de 2020
Khtsaberd (Çaylaqqala), Hin Tagher (Köhnə Tağlar) et Katarovank font partie d'une poche de résistance des forces arméniennes du Haut-Karabagh pendant la guerre du Haut-Karabakh de 2020. Le cessez-le-feu signé le 10 novembre laisse la région sous le contrôle du Haut-Karabagh. En décembre des affrontements éclatent autour de cette poche malgré l'accord de cessez-le-feu, les forces azerbaïdjanaises prenant le contrôle de Hin Tagher et avançant vers la région de Khtsaberd le 12 décembre 2020. Des soldats de maintien de la paix russes seraient arrivés le 13 décembre. Le 14 décembre, les villages et le monastère passent sous le contrôle définitif des forces azerbaïdjanaises lorsque les soldats de la paix russes les retirent de leur zone de contrôle,.

## Galerie

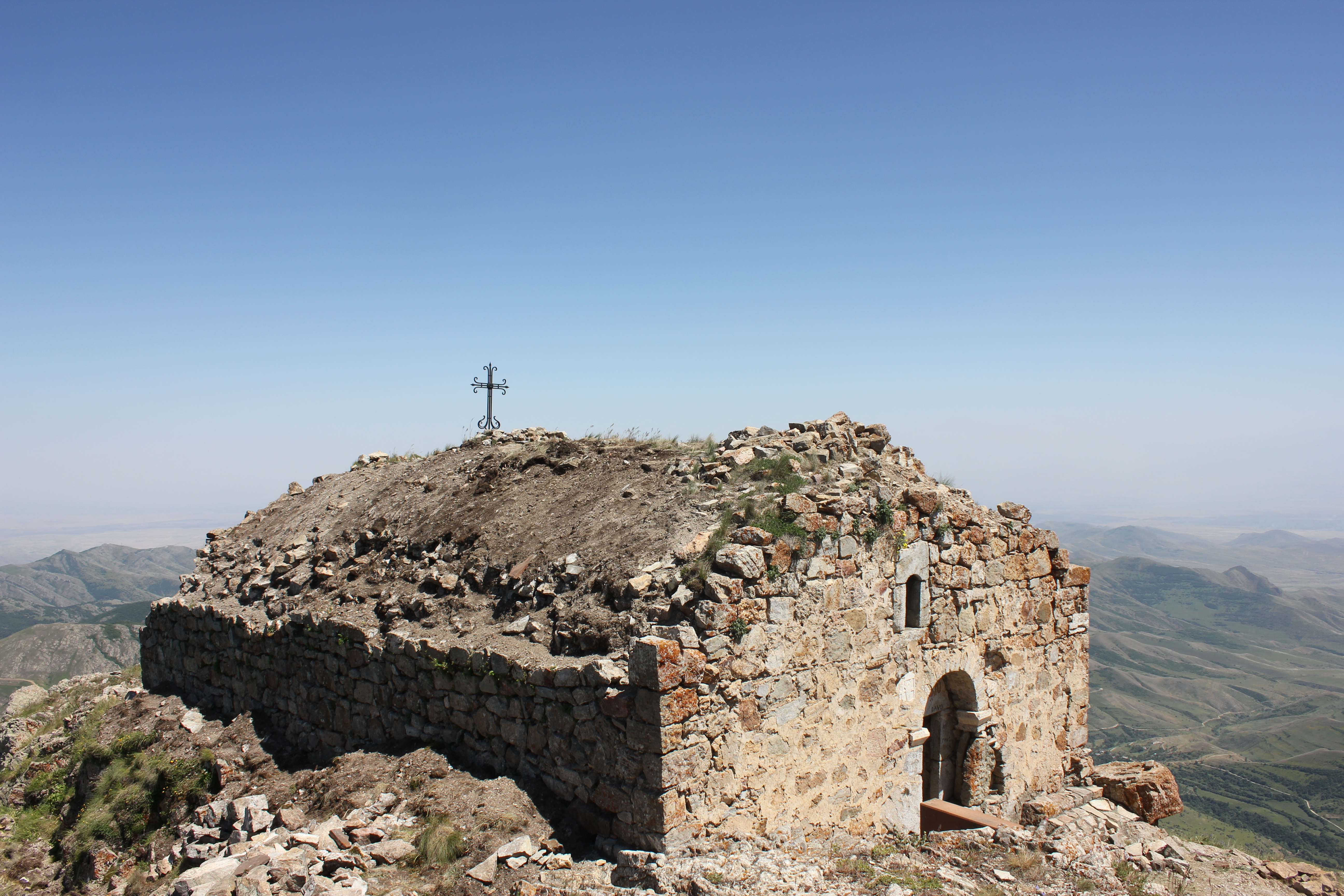
Katarovank en 2013.
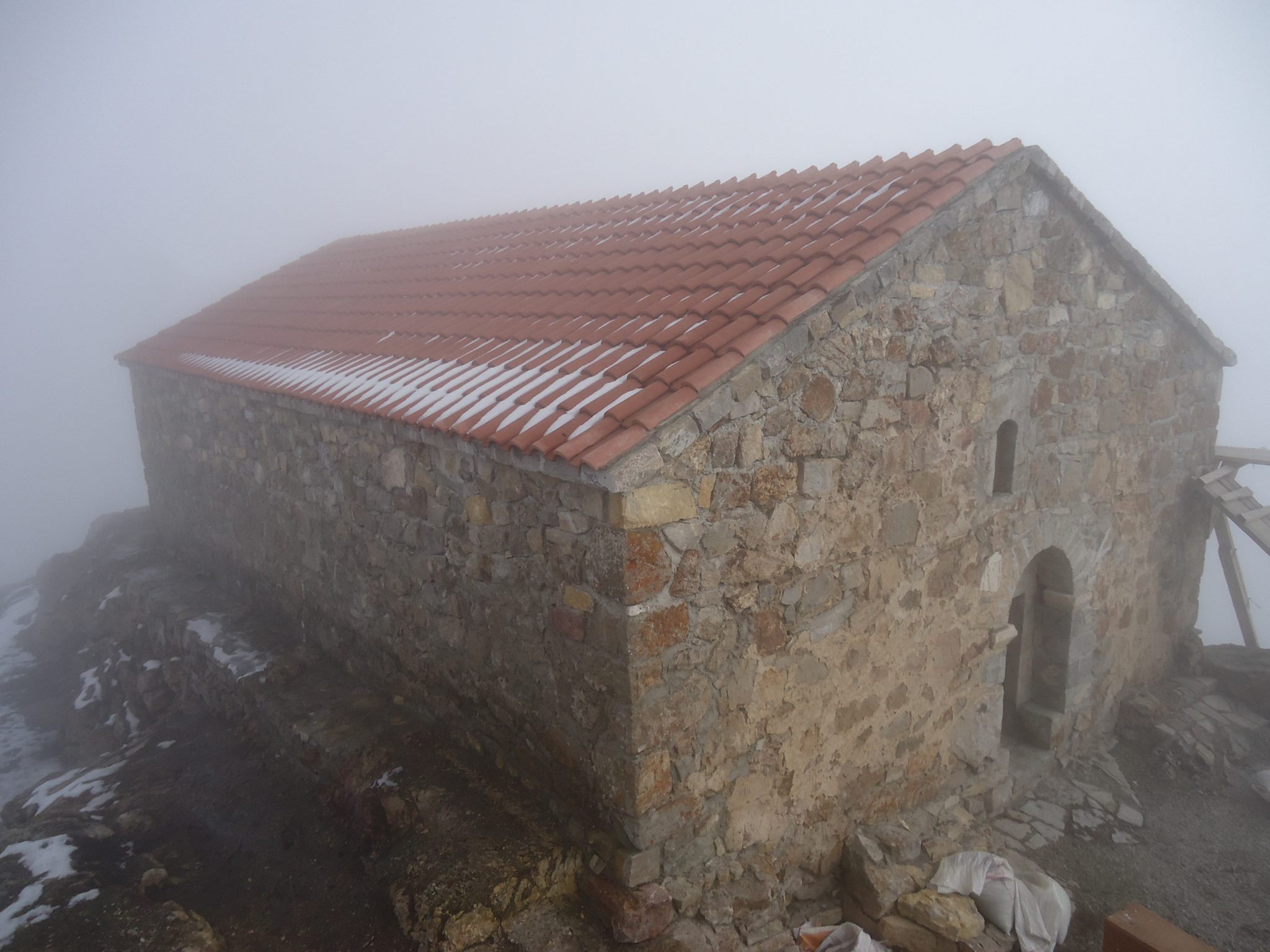
Katarovank en 2016.
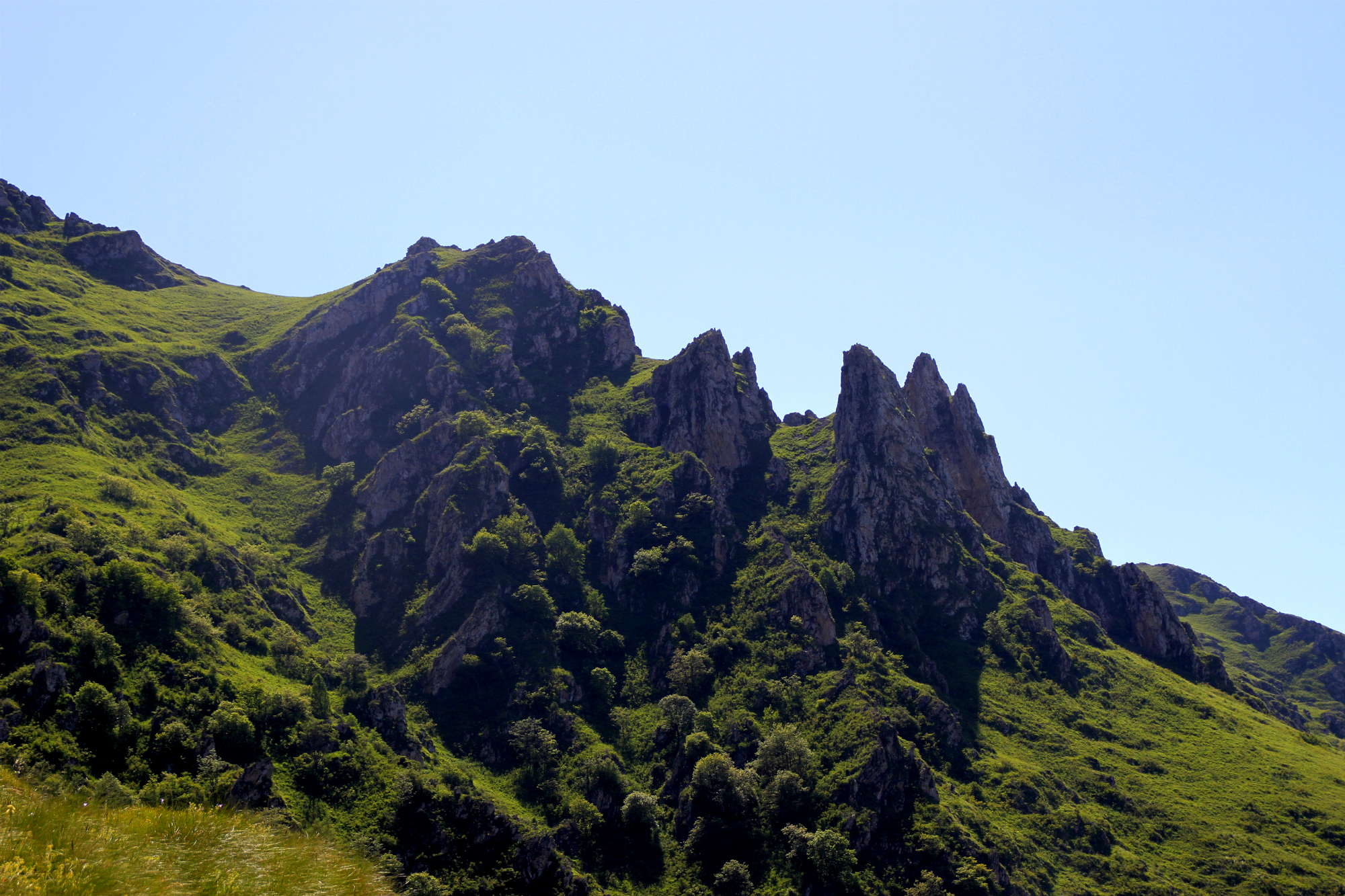
Paysage autour de Katarovank.